# Reactor nuclear avanzado de agua en ebullición

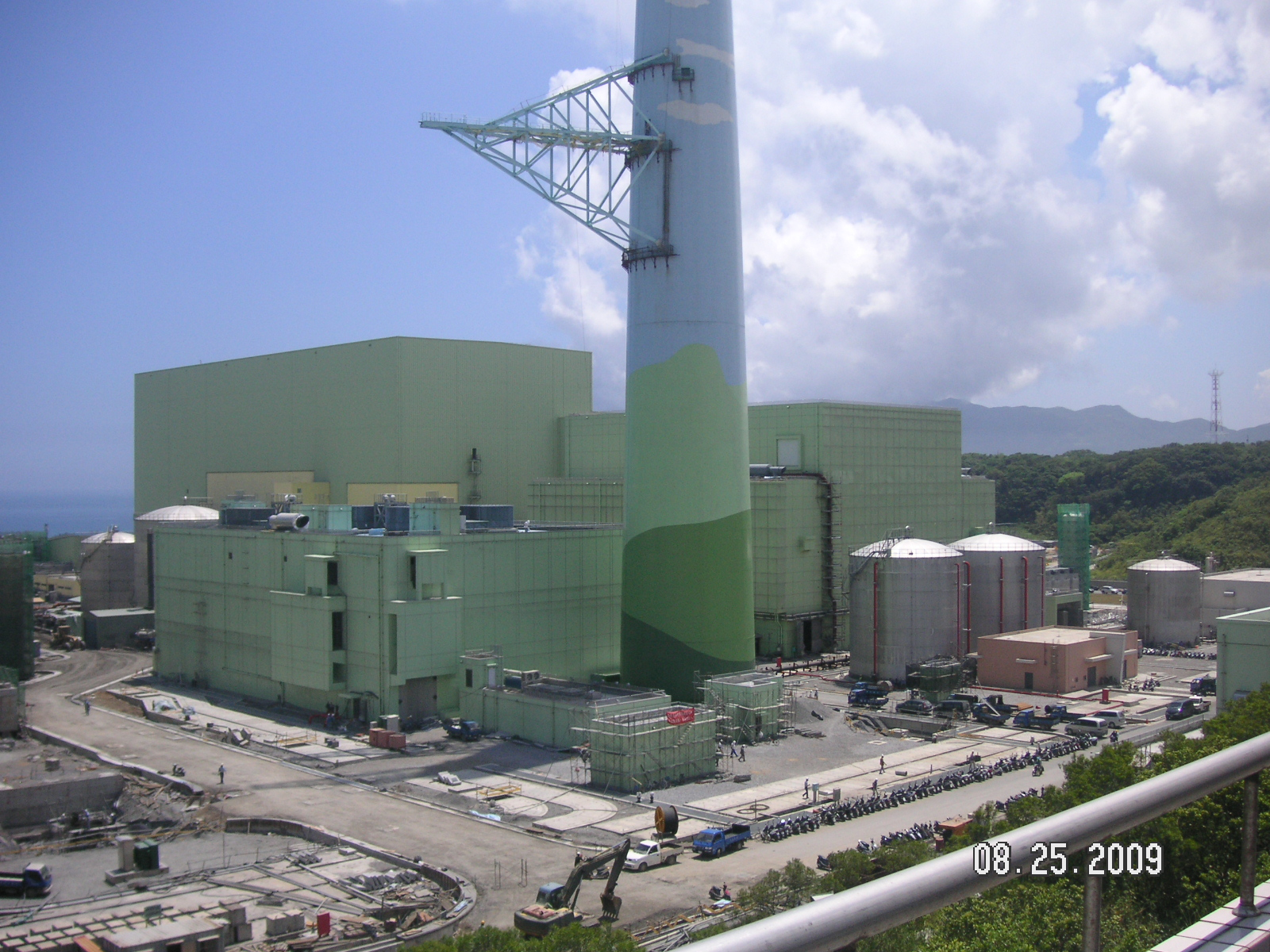
Construcción de un reactor nuclear avanzado de agua en ebullición en la planta de energía nuclear de Lungmen en Taiwán.

El Reactor Nuclear Avanzado de Agua en Ebullición (en inglés: Advanced Boiling Water Reactor, ABWR) es un reactor de agua en ebullición de Generación III. El ABWR actualmente es ofrecido por GE Hitachi Nuclear Energy (GEH) y Toshiba. El ABWR genera energía eléctrica usando vapor para impulsar una turbina conectada a un generador eléctrico; el vapor es generado  hirviendo agua usando el calor generado por  reacciones de fisión dentro de un combustible nuclear.
Los reactores de agua en ebullición (en inglés: Boiling Water Reactor, BWR) son la forma segunda más común de reactor de agua ligera con un diseño de ciclo directo que usa menos grandes componentes de abastecimiento de vapor que el reactor de agua presurizada (en inglés: Pressurized Water Reactor, PWR), que emplea un ciclo indirecto. El ABWR es el actual  tecnología de punta en reactores de agua en ebullición, y es el primero de los diseños de  reactores de Generación III en ser totalmente construido, con varios reactores completos y en operación. Los primeros reactores fueron construidos en el tiempo planificado y bajo presupuesto en  Japón, con otros bajo construcción allí y  en Taiwán. Más ABWR han sido ordenados en Estados Unidos, incluyendo dos reactores en el sitio del  Proyecto del Sur de Tejas.
El diseño estándar de una planta de un ABWR tiene una salida neta de aproximadamente 1350  MWe (3926  MWth). También ha sido certificado como un diseño final en forma final por la Comisión Reguladora Nuclear de Estados Unidos, lo que significa que su desempeño, eficiencia, potencia y seguridad ya han sido verificados, haciéndolo  burocráticamente más fácil de construir que un diseño no certificado.

## Información general del diseño

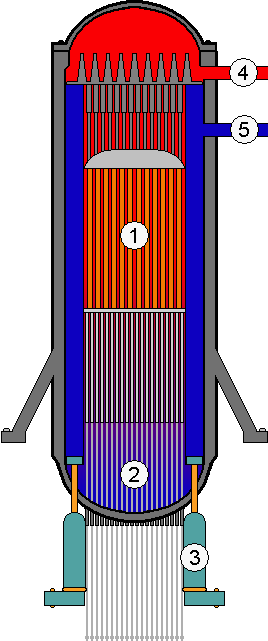
Recipiente de presión del ABWR. 1: Núcleo del reactor, 2: Barras de control, 3: Bomba de agua interna, 4: Tubería de vapor hacia la turbina generadora, 5: Flujo de agua de refrigeración hacia el núcleo.

El ABWR representa una ruta evolucionaria para la familia de los reactores BWR, con numerosos cambios y mejoras a los diseños previos de estos.

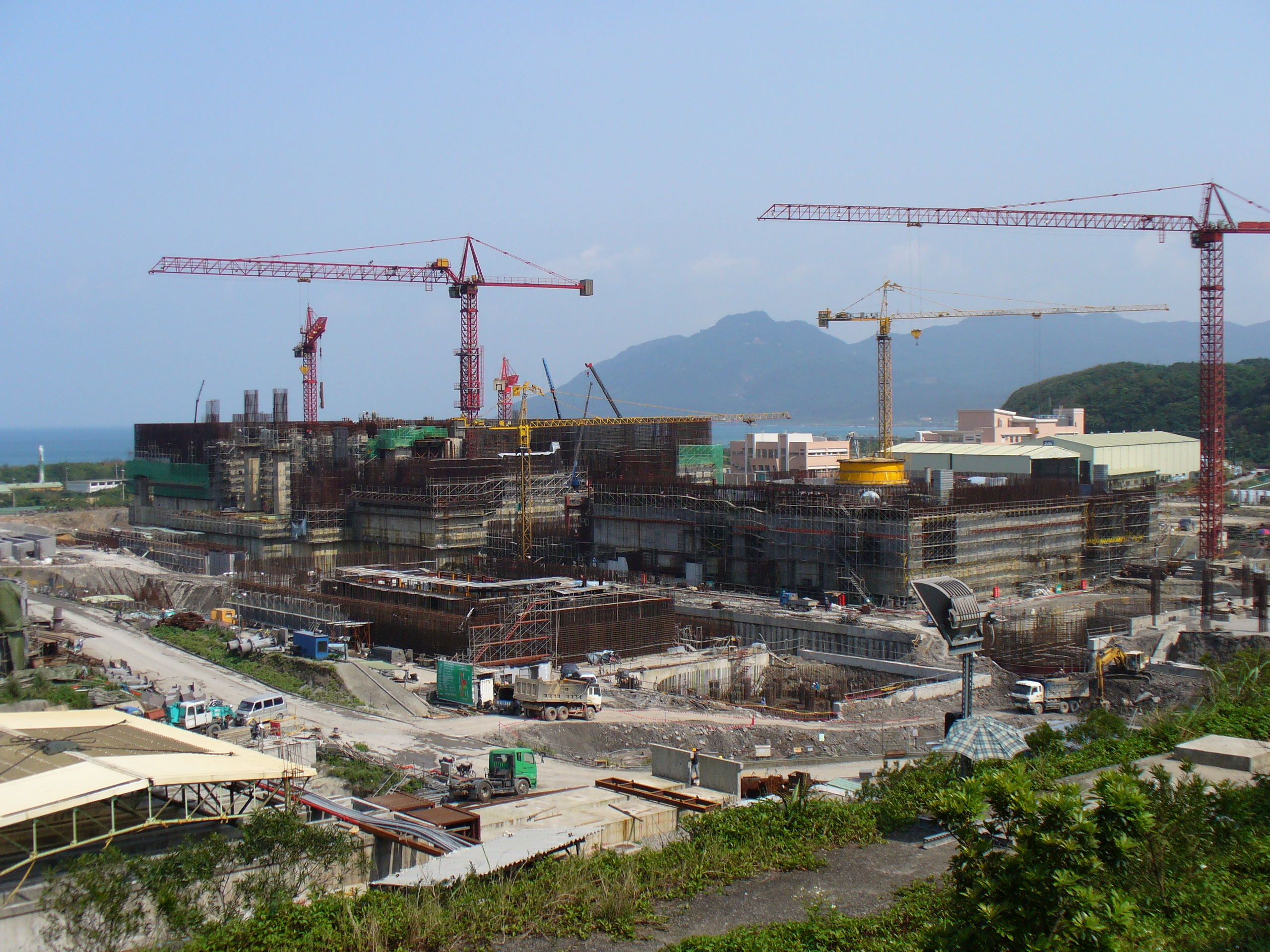
Otra foto de la construcción del reactor ABWR de la central nuclear de Lungmen en Taiwán.

Las principales áreas de mejora incluyen:
- La adición de  bombas internas en el reactor (en inglés: Reactor Internal Pumps, RIP) montadas en el fondo del  recipiente de presión del reactor (en inglés: Reactor Pressure Vessel, RPV) - 10 en total - los que logran mejorar el desempeño mientras que eliminan las grandes bombas de recirculación en el interior del  contenimiento y las asociadas tuberías, complejas y de gran diámetro, de interfaz con el RPV (por ejemplo, el ciclo de recirculación encontrado en los primeros modelos de BWR). Solo el motor del RIP está localizado fuera del RPV en el AWBR. De acuerdo al Documento de Control del Diseño de TIER 1 (que es el documento oficialmente certificado por la Comisión Reguladora Nuclear que generalmente describe el diseño de la planta), cada RIP tiene una capacidad de 6912 m³/h a  capacidad nominal.
- Las capacidades de ajuste de las barras de control han sido suplementadas con la adición de un Motor para Barras de Control de Movimiento Fino (en inglés: Fine Motion Control Rod Drive, FMCRD) electrohidráulico, él que permite ajustes de posición de precisión usando un motor eléctrico, mientras que no se pierde la confiabilidad o redundancia de los  sistemas hidráulicos tradicionales que están diseñados para ejecutar un  apagado rápido en 2,8 segundos desde la recepción de la señal inicial, o una Inserción de Barras Alternativa (en inglés: Alternate Rod Insertion, ARI) en un tiempo mayor pero aún muy rápido. El FMCRD también mejora la defensa en profundidad en el caso de una contingencia en el sistema hidráulico primario o en el ARI.
- Un Sistema de Protección del Reactor (en inglés: Reactor Protection System, RPS) totalmente digital (con respaldos digitales redundantes así como respaldos manuales redundantes) que aseguran un alto nivel de confiabilidad y una simplificación para la detección y respuesta a condiciones de seguridad. Este sistema inicia una inserción hidráulica rápida de las barras de control para el apagado (llamado SCRAM por los ingenieros nucleares) cuando sea necesario. Una lógica de apagado rápido de dos-de-cuatro por parámetro asegura que apagados rápidos molestos no sean disparados por la falla de un solo instrumento. El RPS también puede disparar el ARI, con el FMCRD funcionando para apagar la reacción en cadena nuclear. La actuación del Sistema de Control Líquido de Reserva (en inglés: Standby Liquid Control System, SLCS) es proporcionada como una lógica diversa en el poco probable evento de Transientes Anticipados sin Scram (en inglés: Anticipated Transient Without Scram).
- Controles de reactor totalmente digitales (con respaldos redundantes digitales y manuales) le permiten a la sala de control fácil y rápidamente controlar las operaciones y procesos de la planta.  Buses de datos  multiplexados digitales relacionados o no con la seguridad separados y redundantes permiten la confiabilidad y diversidad para instrumentación y control.
  - En particular, el reactor está automatizado para el encendido (por ejemplo, iniciar la reacción en cadena nuclear y aumentar la potencia) y para el apagado estándar usando sistemas automáticos únicamente. Por supuesto, los operadores humanos permanecen esenciales para el control y la supervisión del reactor, pero la mayor parte del trabajo para aumentar o disminuir la potencia del reactor puede ser automatizado bajo el control del operador.
- El  Sistema de Refrigeración de Emergencia del Núcleo (en inglés: Emergency Core Cooling System, ECCS) ha sido mejorado en muchas áreas, proporcionando un muy alto nivel de defensa en profundidad contra accidentes, contingencias e incidentes.
  - El sistema en su totalidad ha sido dividido en tres divisiones; cada división es capaz - por sí misma - de reaccionar a la contingencia máxima del  Accidente Base de Diseño (en inglés: Design Basis Accident, DBA) o una Falla Limitante y terminar el accidente antes de dejar al descubierto al núcleo, incluso en el evento de una pérdida de energía externa y una pérdida de alimentación de agua adecuada. Previos BWR tenían dos divisiones, y la descubierta del núcleo (pero no daño) se predecía que ocurriría durante un corto tiempo en el evento de un accidente grave, previo a la respuesta del ECCS.
  - Existen 18  válvulas de seguridad de alivio de sobrepresión (en inglés: Safety Overpressure Relief Valves, SORV), diez de las cuales son parte del Sistema de Despresurización Automático (en inglés: Automatic Depressurization System, ADS), que aseguran que los eventos de  sobrepresión del RPV son rápidamente mitigados, y que si es necesario, que el reactor puede ser despresurizado rápidamente a un nivel donde el Anegador de Baja Presión del Núcleo (en inglés: Low Pressure Core Flooder, LPCF), el modo de alta capacidad del sistema de remoción del calor residual, que reemplaza al LPCI y LPCS de los modelos de BWR previos) puede ser usado.
  - Además, el LPCF puede inyectar contra las presiones mucho más altas del RPV, proporcionando un nivel mayor de seguridad en el evento de una falla de tamaño intermedio, que podría ser lo suficientemente pequeña para resultar en una lenta despresurización natural pero ser lo suficientemente grande para resultar en una inyección de refrigerante/pulverización del núcleo a alta presión que las capacidades del sistema para responder serían sobrepasadas por el tamaño de la ruptura.
  - Aunque el bus de energía Clase 1E (relacionado con la seguridad) es aún energizado por tres  generadores diésel de emergencia de alta confiabilidad, existe un bus de energía adicional llamado Protección de la Inversión de la Planta (en inglés: Plant Investment Protection) que usa una turbina de gas a combustión que está localizada en el mismo sitio para proporcionar una defensa en profundidad contra apagones de la estación así como para energizar sistemas importantes pero críticos para la seguridad en el caso de un corte de energía externa a la planta.
  - Aunque una división del ECCS no tiene capacidades de Inundación de Alta Presión (en inglés: High Pressure Flood, HPCF), existe una turbobomba para la Refrigeración de la Aislación del Núcleo del Reactor calificada para su uso en áreas de seguridad movida por vapor que está capacitada para funcionar a alta presión, y que tiene una extensiva batería de respaldos para sus sistemas de instrumentación y control, asegurando que la refrigeración es mantenida incluso en el caso de un completo apagón de la planta con una falla de todos los 3 generadores diésel de emergencia, la turbina de gas de combustión, el respaldo de batería primario, y las bombas contra incendios diésel.
  - Existe un piso de concreto armado basáltico extremadamente grueso bajo el RPV que atrapará y mantendrá cualquier material fundido del núcleo caliente que podría caer sobre él en situaciones de contingencias extraordinarias. Además, existen varios enlaces fusibles dentro de la pared que separa el pozo húmedo del pozo seco inferior que inundarán el piso usando el abastecimiento de agua del pozo húmedo, asegurando la refrigeración del área incluso con la falla de los sistemas de mitigación estándares.
- El contenimiento ha sido mejorado significativamente con respecto al tipo Mark I convencional. Como el tipo Mark I convencional, es del tipo de supresión de la presión, diseñado para manejar vapor evolucionado en el evento de transientes, incidente o accidente desviando el vapor usando tuberías que van hacia una piscina de agua encerrada en el pozo húmedo (o un toro en el caso del Mark I), la baja temperatura de la cual condensará el vapor nuevamente en agua líquida. Esto mantendrá baja la presión del contenimiento. Notablemente, el típico contenimiento del ABWR tiene numerosas capas endurecidas entre el interior del contenimiento primario y la muralla del escudo externo, y tiene una forma cúbica. Una de las principales mejoras es que el reactor tiene una aceleración por terremotos para apagado seguro estándar de 0,3 G; además, está diseñado para resistir un tornado con una velocidad del viento de más de 515 km/h (320 millas por hora). La resistencia sísmica es posible en áreas proclives a terremotos y esto ha sido hecho en las instalaciones de Lungmen en Taiwán, la que ha sido reforzada para resistir hasta 0,4 G en cualquier dirección.
- El ABWR está diseñado para una vida de servicio de al menos 60 años. El diseño comparativamente simple del ABWR también significa que no hay caros generadores de vapor que necesiten ser reemplazados, disminuyendo el costo total de la operación.
- De acuerdo a las  evaluaciones de riesgo probabilístico realizadas por GEH, un evento de daño al núcleo no ocurriría más a menudo que 1 en 6 millones de años ya que la frecuencia de daño del núcleo (en inglés: Core Damage Frequency, CDF) del ABWR es de 1,6 x 10-7, la segunda probabilidad más baja de CDF para los ESBWR.

El RPV y el Sistema de Abastecimiento de Vapor Nuclear (en inglés: Nuclear Steam Supply System, NSSS) tienen significativas mejoras, tales como la substitución de los RIP, la eliminación de los ciclos de tuberías de recirculación externas convencionales y las bombas en el contenimiento que impulsaban bombas de chorro para producir un flujo forzado en el RPV. Los RIP proporcionan significativas mejoras relacionadas con la confiabilidad, desempeño y mantenibilidad, incluyendo una reducción en la exposición laboral a la radiación relacionada con las actividades en el contenimiento durante las labores de mantenimiento. Estas bombas son alimentadas por motores de rotor húmedo con los alojamientos conectados al fondo del RPV y eliminando las tuberías de recirculación externa de gran diámetro que son posibles vías de fugas. Las 10 bombas de recirculación internas están localizadas en el fondo de la región de bajada del anillo (entre el borde del núcleo y la superficie interna del RPV). Consecuentemente, las bombas de recirculación internas eliminan todas las bombas de chorro en el RPV, todas las tuberías y grandes bombas del ciclo de recirculación externas, las válvulas de aislación y las boquillas de gran diámetro que penetraban el RPV y la necesidad de succionar agua y el retorno al RPV. Este diseño por lo tanto reduce las peores fugas debajo de la región del núcleo a un equivalente efectivo de una fuga de 51 mm (2 pulgadas) de diámetro. La línea de productos BWR3-BWR6 tiene un potencial de fugas análogo de 61 o más centímetros de diámetro. Un gran beneficio de este diseño es que reduce grandemente la capacidad de flujo requerido por el ECCS.
El primero de los reactores en usar bombas de recirculación interna fueron diseñados por ASEA-Atom (ahora Westinghouse Electric Company por fusiones y compras, que es propiedad de Toshiba) y construidos en Suecia. Estas plantas han operado muy exitosamente por muchos años.
Las bombas internas reducen la potencia de bombeo requerida para el mismo flujo por aproximadamente la mitad de lo que requiere un sistema de bombas de chorro con ciclos de recirculación externos. Así, en adición a las mejoras de costo y seguridad debido a la eliminación de las tuberías, la eficiencia termal de la planta en su totalidad es incrementada. La eliminación de las tuberías de recirculación externa también reduce la exposición laboral a la radiación del personal durante los mantenimientos.
Un característica operacional atractiva en el diseño ABWR son los motores eléctricos de las barras de control de movimiento fino, usadas por primera vez en los BWR de AEG (más tarde Kraftwerk Union AG, ahora AREVA). Los BWR más antiguos usaban un sistema de pistones de bloqueo hidráulicos para mover las barras de control en incrementos de 15 centímetros (6 pulgadas). Adicionalmente el diseño de barras de control de movimiento fino mejoran grandemente el posicionamiento real positivo de la barra de control y reduce similarmente el riesgo de un accidente con los motores de las barras de control al punto que no se requiere de un limitador de velocidad en las hojas de la base de cruciforme de las barras de control.
El ABWR está totalmente automatizado para responder a un accidente de pérdida de refrigerante (en inglés: Loss-Of-Coolant Accident, LOCA), y no se requiere acción por parte del operador durante 3 días. Después de 3 días los operadores deben reabastecer los suministros de agua del ECCS. Estos y otras mejoras hacen de las plantas significativamente más seguras que los previos reactores.

## Ubicaciones
A diciembre de 2006, cuatro ABWR estaban en operación en Japón: las unidades 6 y 7 de Kashiwazaki-Kariwa, que se inauguraron en 1996 y 1997, la unidad 5 de  Hamaoka, inaugurada el 2004 habiendo comenzado su construcción en el año 2000, y Shika 2 que comenzó operaciones comerciales el 15 de marzo de 2006. Otros dos reactores está cerca de ser completados en Lungmen en Taiwán, y otro más en Shimane 3 en Japón, con los trabajos principales del sitio iniciados en el 2008 y con una finalización planificada para el año 2012.
Otros ABWR están planificados para Japón, y los ABWR también han sido propuestos para ser construidos en Estados Unidos bajo el Programa de Energía Nuclear 2010. Un incentivo parta la construcción de un ABWR es que la  Comisión Reguladora Nuclear (en inglés: Nuclear Regulatory Commission, NRC) aprobó el diseño del ABWR en el año 1997 y la construcción tendría un trámite  burocrático más fácil que realizar para ser aprobada; de ahí que los ABWR pueden ser construidos más rápido que los otros diseños con aprobación pendiente.
El 19 de junio de 2006, NRG Energy archivo una Carta de Intención con la Comisión Reguladora Nuclear para construir dos ABWR de 1358 MWe en el sitio del  Proyecto del Sur de Tejas. El 25 de septiembre de 2007, 'NRG Energy' y 'CPS Energy' sometieron una solicitud para una  Licencia de Construcción y Operaciones (en inglés: Construction and Operations License, COL) para estas plantas con la NRC. NRG Energy es un comercializador de generadores y CPS Energy es la más grande instalación de propiedad municipal de Estados Unidos.

## Confiabilidad
Los cuatro ABWR en operación eran a menudo apagados debido a problemas técnicos. La Agencia Internacional de Energía Atómica documenta esto con el 'factor operacional' (que es el tiempo con producción de electricidad en relación con el tiempo total desde la operación comercial). Las primeras dos plantas en Kashiwazaki-Kariwa (bloques 6 y 7) alcanzaron factores operacionales inferiores al 70%, significando que aproximadamente un 30% de un año promedio ellas no estaban produciendo electricidad. En contraste otras planta de energía nuclear modernas como la coreana OPR-1000, la canadiense Candu 6 o el alemán Konvoi muestran factores operacionales de aproximadamente un 90%.
La potencia de salida de los dos nuevos ABWR en la planta de energía nuclear de Hamaoka y Shika tuvo que ser bajada debido a problemas técnicos en las turbinas. Después de corregir estos problemas ambas plantas de energía aún tienen un alto tiempo de fuera de servicio y muestran factores operacionales de bajo el 50%.
| Bloque de reactor    | Potencia de salida neta (potencia de salida neta planificada) | Comienzo de la operación comercial | Factor Operacional desde el comienzo de la operación en el 2011 |
| -------------------- | ------------------------------------------------------------- | ---------------------------------- | --------------------------------------------------------------- |
| HAMAOKA-5            | 1212 MW (1325 MW)                                             | 18.01.2005                         | 46,7 %                                                          |
| KASHIWAZAKI KARIWA-6 | 1315 MW                                                       | 07.11.1996                         | 69,6 %                                                          |
| KASHIWAZAKI KARIWA-7 | 1315 MW                                                       | 02.07.1996                         | 64,1 %                                                          |
| SHIKA-2              | 1108 MW (1304 MW)                                             | 15.03.2006                         | 47,1 %                                                          |

## Despliegues
| Nombre de la planta                   | Cantidad de reactores | Capacidad medida | Ubicación                        | Operador                        | Inicio de la construcción | Año completado (primera criticidad) | Costo (USD)        | Notas |
| ------------------------------------- | --------------------- | ---------------- | -------------------------------- | ------------------------------- | ------------------------- | ----------------------------------- | ------------------ | --- |
| Central nuclear de Kashiwazaki-Kariwa | 2                     | 1356MW           | Kashiwazaki, Japón               | TEPCO                           | 1992,1993                 | 1996,1996                           |                    | Primera instalación |
| Central nuclear de Shika              | 1                     | 1358MW           | Shika, Japón                     | Hokuriku Electric Power Company | 2001                      | 2005                                |                    | |
| Central nuclear de Hamaoka            | 1                     | 1267MW           | Omaezaki, Japón                  | Chuden                          | 2000                      | 2005                                |                    | El 14 de mayo de 2011 Hamaoka 5 fue apagado por petición del gobierno japonés. La planta está localizada en el área con una alta probabilidad de accidente por tsunami. |
| Shimane Nuclear Power Plant           | 1                     | 1373MW           | Matsue, Japón                    | Chugoku Electric Power Company  | 2007                      | 2011                                |                    | |
| Central nuclear de Lungmen            | 2                     | 1350MW           | Gongliao Township, Taiwán        | Taiwan Power Company            | 1997                      | 2011                                | $9,2 mil millonres | Bajo construcción, terminación estimada para diciembre de 2011 |
| Central nuclear de Higashidōri        | 3                     | 1385MW           | Higashidōri, Japón               | Tohoku Electric Power y TEPCO   | 2010                      | Est 2017                            |                    | Todas las unidades bajo construcción |
| Central nuclear de Ōma                | 1                     | 1383MW           | Ōma, Japón                       | J-Power                         | 2010                      | Est 2014                            |                    | Bajo construcción, primera planta nuclear para J-Power |
| South Texas Project                   | 2                     | 1358MW           | Bay City (Texas), Estados Unidos | NRG Energy, TEPCO y CPS Energy  |                           |                                     | $14 mil millones   | Cancelado en marzo de 2011 |

## ABWR-II
La siguiente generación de reactores de este tipo se ha denominado ABWR-II, estos están siendo desarrollados en Japón. El trabajo de desarrollo se inició en el año 1991. El propósito principal es lograr  barras de combustible más grandes, mejores características de seguridad, menores tiempos de espera y una mayor flexibilidad del  ciclo de combustible. El número de haces de combustible nuclear en el núcleo del reactor disminuye cuando se compara con el ABWR promedio. Las barras de control aumentan de tamaño para lograr que un haz de combustible sea manejado por dos barras de control en el núcleo del reactor. El ABWR-II también poseerá un mejor modo de apagado que su predecesor. La potencia de diseño se calcula en aproximadamente 1700 MW.
El reactor será capaz de utilizar 224 haces de combustible, lo que permitirá una operación de 18 meses con una  combustión del combustible de 60 GWd/t. Se estima que el costo de construcción de este tipo de reactor debería ser similar al de un ABWR. Al reducir el número de haces de combustible en el núcleo del reactor, disminuye la duración del tiempo de mantenimiento.

## Nota
- Esta obra contiene una traducción  derivada de «Advanced boiling water reactor» de Wikipedia en inglés, concretamente de esta versión, publicada por sus editores bajo la Licencia de documentación libre de GNU y la Licencia Creative Commons Atribución-CompartirIgual 4.0 Internacional.
- Esta obra contiene una traducción  derivada de «Advanced Boiling Water Reactor» de Wikipedia en alemán, concretamente de esta versión, publicada por sus editores bajo la Licencia de documentación libre de GNU y la Licencia Creative Commons Atribución-CompartirIgual 4.0 Internacional.